# Live (Sebastian-album)
 For alternative betydninger, se Live. (Se også artikler, som begynder med Live)
Live er et livealbum med Sebastian, udgivet i 1980. Modsat Sebastian i Montmartre fra 1978, som er et solo-livealbum, er Live optaget med band.

## Numre

### Side 1
1. "Når lyset bryder frem" (3:08)
2. "Blød lykke" (4:51)
3. "Vintervise" (3:45)
4. "Du er ikke alene" (5:10)
5. "Linedanseren" (4:16)

### Side 2
1. "Cirkus Fantastica (Sprechtstallmeisteren)" (2:50)
2. "Cirkusvognen" (3:43)
3. "Den lille malkeko" (2:46)
4. "Danmark (dum og dejlig)" (5:38)
5. "Gøgleren" (3:34)
6. "Måske ku' vi" (3:37)